# 두덩근
두덩근(pectineus muscle, /pɛkˈtɪniəs/, 빗을 의미하는 라틴어 pecten에서 유래), 또는 치골근(恥骨筋)은 넓적다리 위안쪽의 앞쪽 부분에 위치한 평평한 사각형의 근육이다. 두덩근은 볼기의 모음근 중 가장 앞쪽에 위치한다. 허벅지를 모으고 안쪽으로 회전시키지만 주요 기능은 엉덩관절을 굽히는 것이다.
넓적다리안쪽칸(기능이 강조된 경우)이나 넓적다리앞칸(분포하는 신경이 강조된 경우)으로 분류할 수 있다.

## 구조
두덩근은 두덩뼈의 두덩근선과 그 주변 약간의 앞쪽 두덩뼈 표면, 엉덩두덩융기와 두덩뼈결절 사이, 그리고 근육의 앞면을 덮는 근막에서 발생한다. 근섬유는 아래쪽, 뒤쪽, 가쪽을 통과하여 넙다리뼈의 작은돌기에서 거친선으로 이어지는 넙다리뼈의 두덩근선에 닿는다.

### 위치 관계
두덩근은 넙다리근막의 두덩뼈 부분과 가깝다. 또한 두덩근은 넙다리근막을 넙다리동맥, 넙다리정맥, 큰두렁정맥, 더 아래쪽에서는 깊은넙다리동맥과 분리한다.
두덩근, 엉덩관절주머니 뒷면, 바깥폐쇄근, 짧은모음근은 폐쇄동맥과 폐쇄정맥 사이에 놓인다.
큰허리근과 바깥쪽 경계를 이룬다. 넙다리동맥은 그 간격 위에 놓인다.
긴모음근의 바깥쪽 가장자리와 함께 안쪽 경계를 이룬다.
폐쇄구멍은 구멍을 덮는 구조물 중 하나인 두덩근 바로 뒤에 위치한다.
넙다리삼각 바닥의 일부를 이룬다.

### 신경 분포
허리신경얼기는 척수신경 L1에서 L4까지의 앞가지와 T12의 일부 섬유에서 형성된다. 5개의 뿌리와 2개의 갈래로 이루어져 있기 때문에 팔신경얼기보다는 구조가 덜 복잡하다. 허리신경얼기는 넙다리신경이나 덧폐쇄신경을 비롯한 여러 신경을 발생시킨다. 두덩근에 분포하는 신경은 넙다리신경(L2, L3)이나 때때로(인구의 20%) 덧폐쇄신경이라고 하는 폐쇄신경의 가지이므로 여러 신경이 분포하는 복합근육으로 간주된다. 덧폐쇄신경이 존재한다면 이 신경은 두덩근 등쪽 측면에서 근육으로 들어가 두덩근의 일부에 분포한다. 근육을 지배하는 더 큰 신경은 넙다리신경이다. 덧폐쇄신경과 달리 넙다리신경은 항상 존재하며 90% 이상의 경우에서는 두덩근에 분포하는 유일한 신경이다. 덧폐쇄신경이 발생하는 경우는 전체의 8.7% 정도로 보고되었다.

## 기능
엉덩관절을 굽히는 주된 근육 중 하나이다. 또한 넓적다리를 모은다.

## 추가 이미지

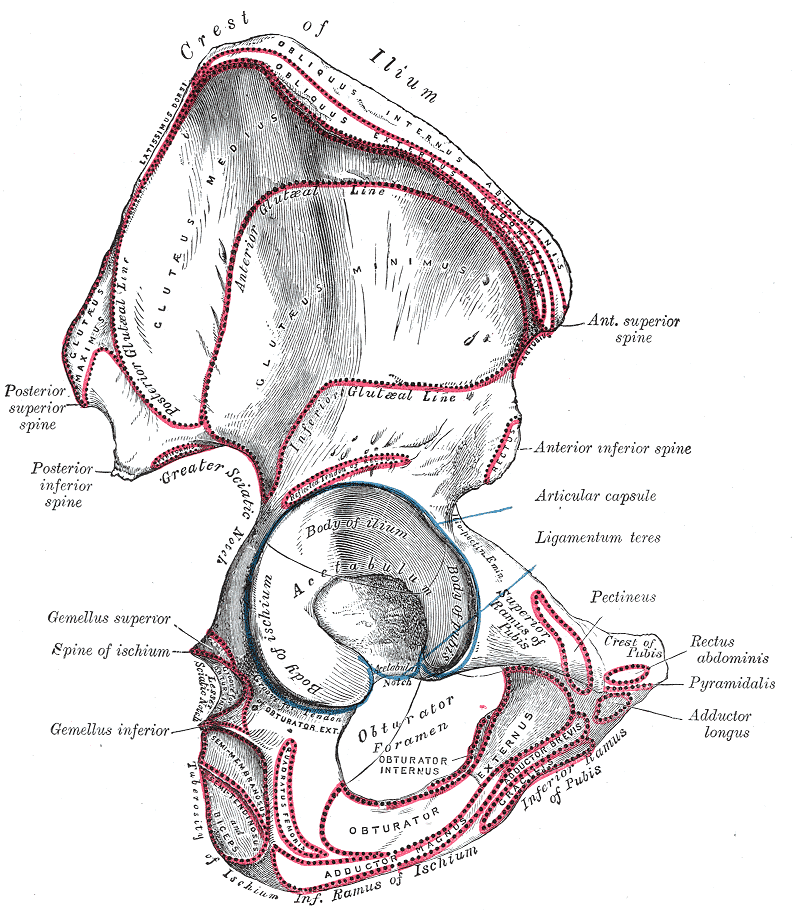
오른쪽 볼기뼈 바깥면.
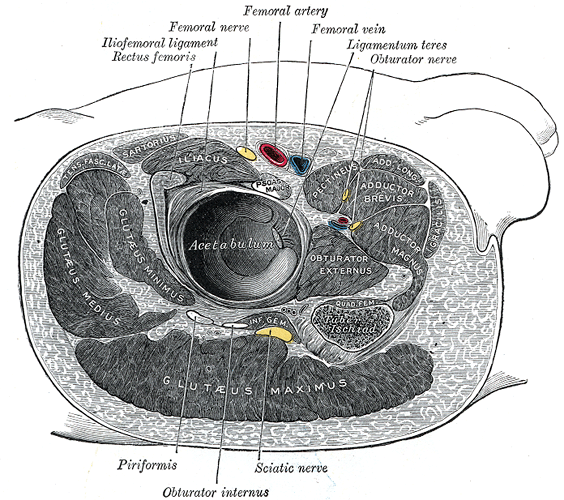
오른쪽 엉덩관절을 둘러싸고 있는 구조.
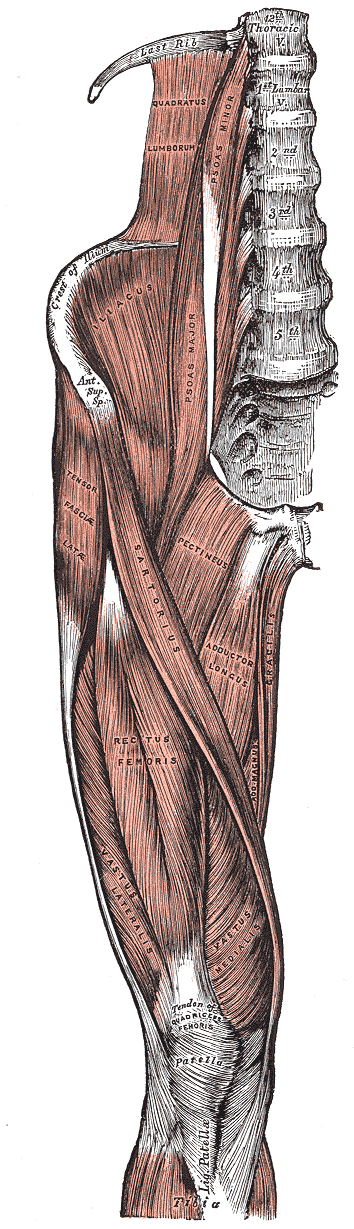
엉덩뼈와 넙다리뼈 앞쪽 부위의 근육.
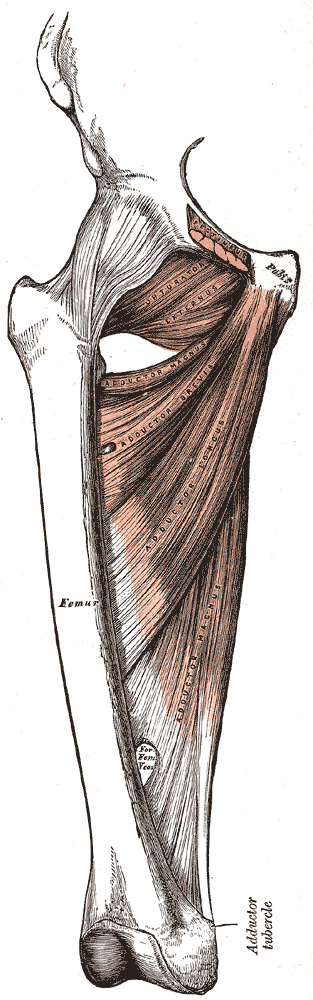
넓적다리 안쪽의 깊은 근육.
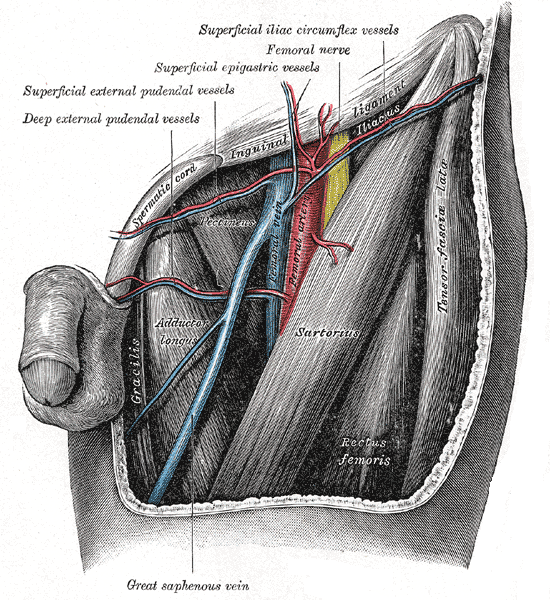
왼쪽 넙다리삼각.
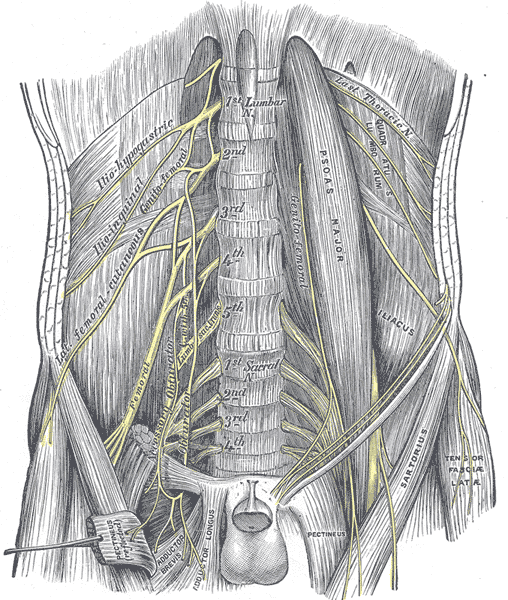
허리신경얼기와 그 가지.
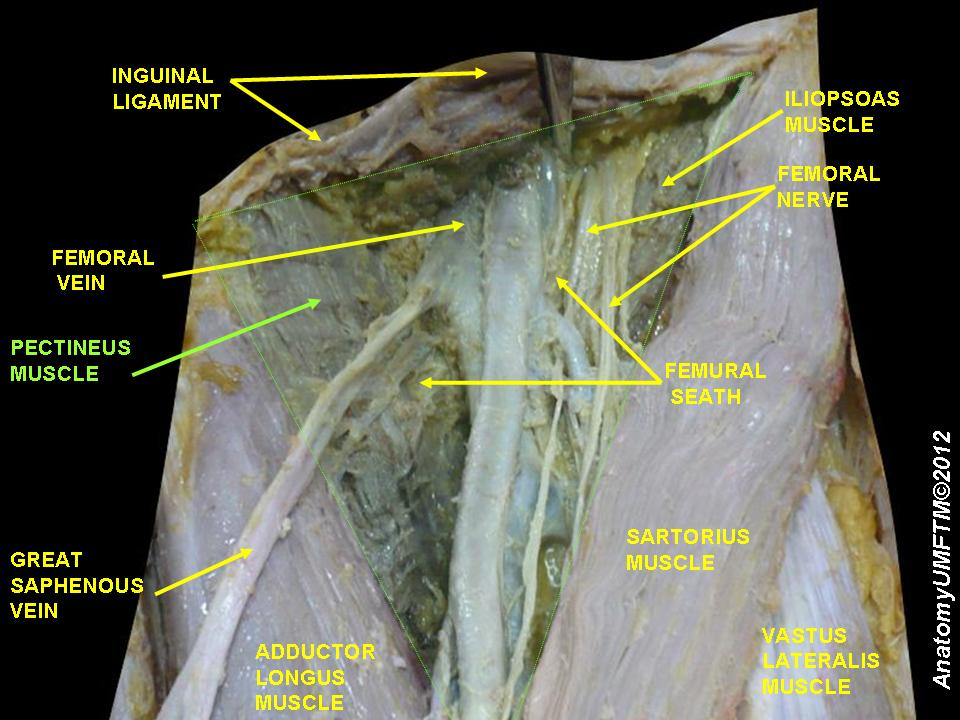
두덩근.
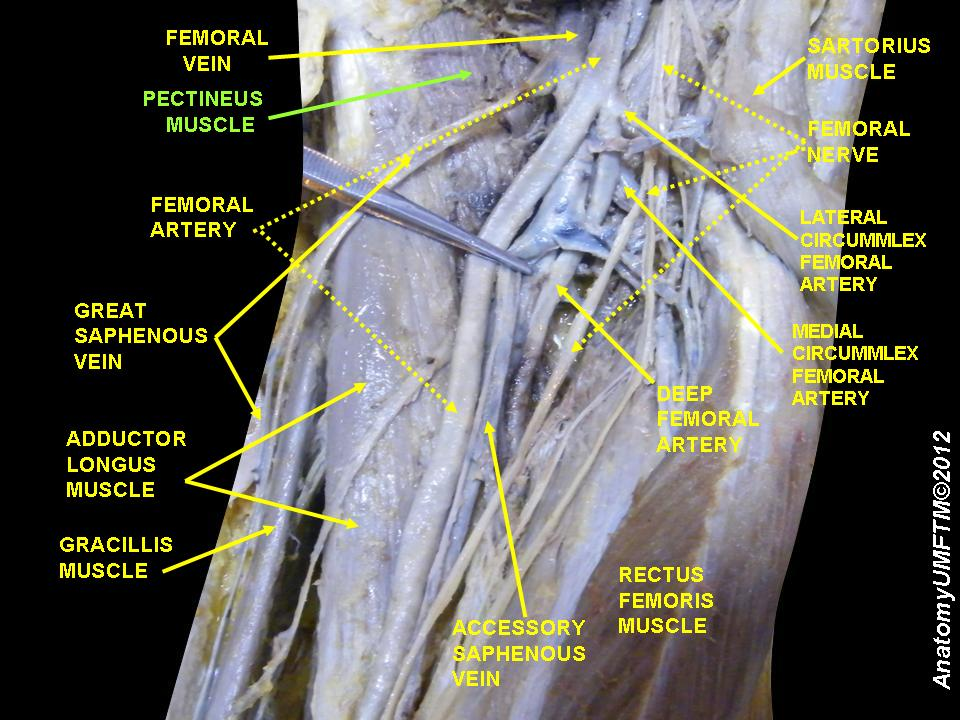
두덩근.
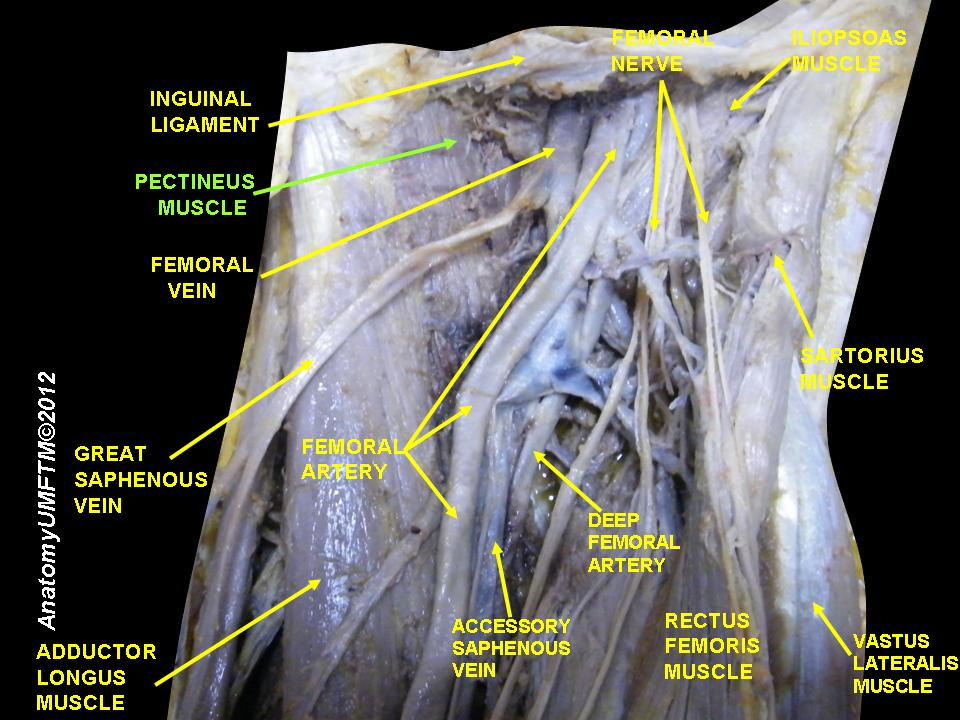
두덩근.
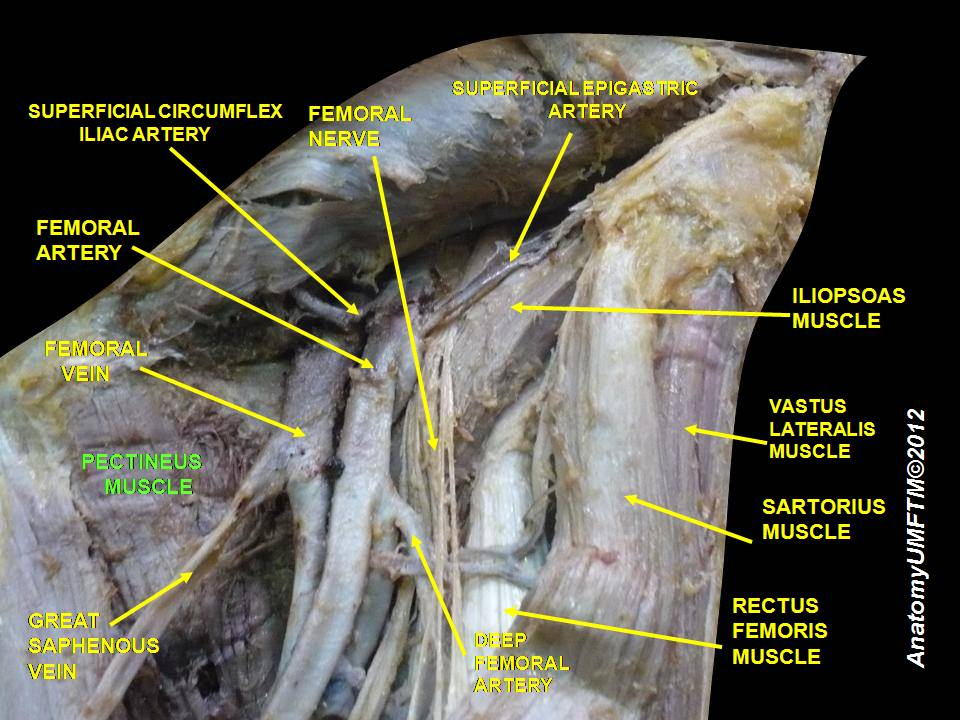
두덩근.
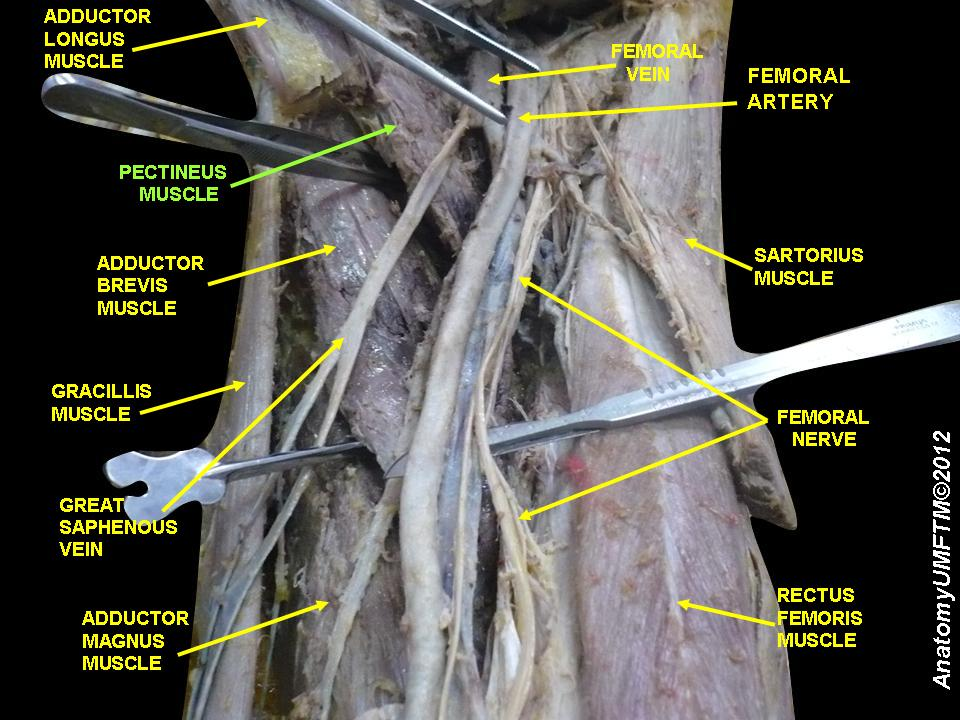
두덩근.
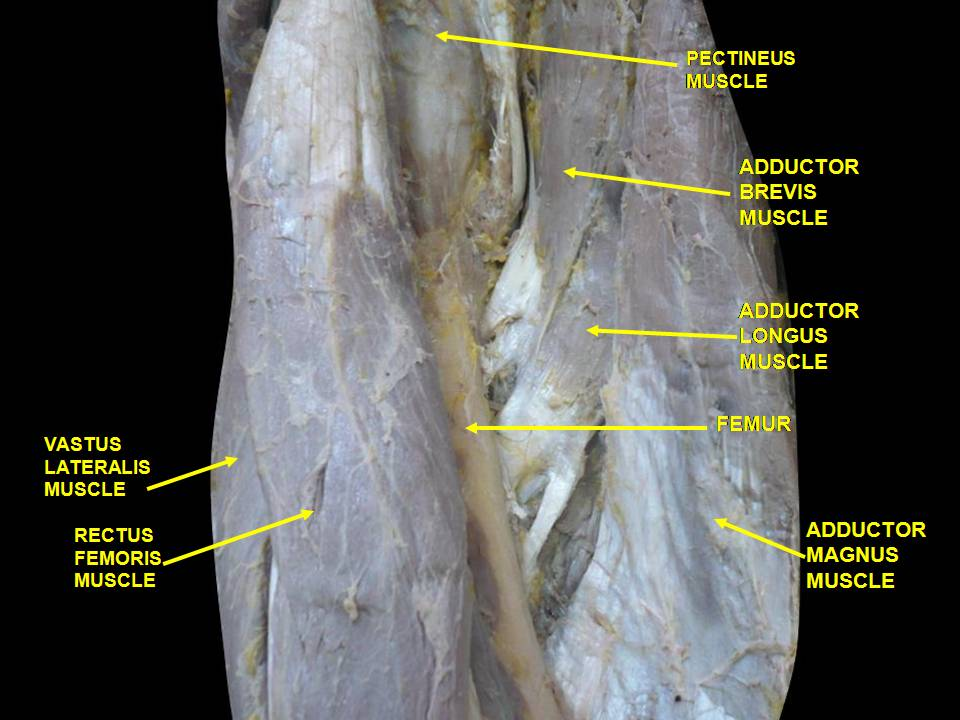
앞쪽에서 본 넓적다리의 근육들.
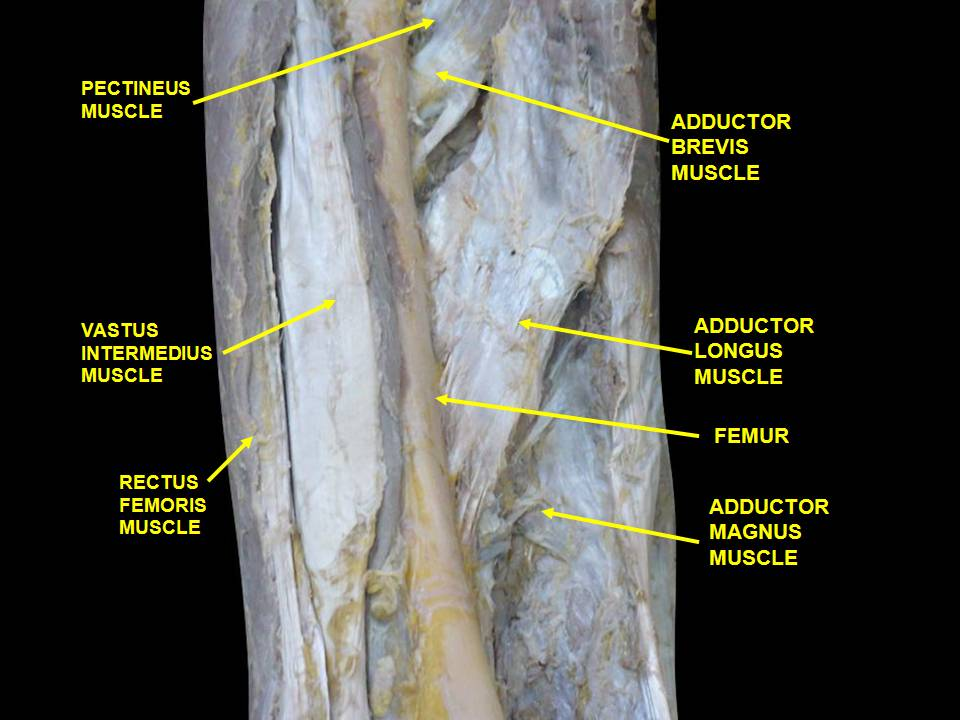
앞쪽에서 본 넓적다리의 근육들.

## 같이 보기
- 넓적다리

## 참고 문헌
이 문서는 현재 퍼블릭 도메인에 속하는 그레이 해부학 제20판(1918) page 472의 내용을 기초로 작성된 글이 포함되어 있습니다.
1. ↑  Mosby's Medical, Nursing & Allied Health Dictionary, Fourth Edition, Mosby-Year Book Inc., 1994, p. 1177
2. ↑  Ellis, Harold; Susan Standring; Gray, Henry David (2005). 《Gray's anatomy: the anatomical basis of clinical practice》. St. Louis, Mo: Elsevier Churchill Livingstone. 518쪽. ISBN 0-443-07168-3.
3. ↑  medialthigh Wesley Norman의 The Anatomy lesson (조지타운 대학교)
4. ↑  Wilson, Erasmus (1851). 《The anatomist's vade mecum: a system of human anatomy》. John Churchill. 260쪽.
5. ↑  RUSSELL T., WOODBURNE. “The Accessory Obturator Nerve and the Innervation of the Pectineus Muscle” (PDF): 367.

- Woodburne, Russell (1960). “The Accessory Obturator Nerve and the Innervation of the Pectineus Muscle” (PDF). 《Michigan Library Med School》 136 (3): 367–369. doi:10.1002/ar.1091360303. PMID 13845846. 2015년 12월 2일에 확인함.
- Saladin, Kenneth S. Anatomy & Physiology: The Unity of Form and Function. New York, NY: McGraw-Hill, 2007. pg.493. Print.